# 12954 Hendrikcasimir
A 12954 Hendrikcasimir (ideiglenes jelöléssel (12954) 2040 T-2) a Naprendszer kisbolygóövében található aszteroida. Cornelis Johannes van Houten, Ingrid van Houten-Groeneveld és Tom Gehrels fedezte fel 1973. szeptember 29-én.

## Kapcsolódó szócikk
- Kisbolygók listája (12501–13000)